# Pittsburgh
Pittsburgh is een stad in de Amerikaanse staat Pennsylvania en de hoofdplaats (county seat) van Allegheny County. De stad telde 304.391 inwoners in 2015 en is daarmee de op een na grootste stad van de staat, achter Philadelphia. De agglomeratie telt ongeveer 2,4 miljoen inwoners. Pittsburgh ligt aan de samenvloeiing van de rivieren Allegheny en Monongahela, die verder de rivier de Ohio vormen.

## Geschiedenis
De eerste Europeanen die zich in de omgeving van Pittsburgh vestigden, waren Fransen, die er forten en handelsposten openden.
Tijdens de oorlog van 1754–1763 veroverden de Britten Fort Duquesne, gelegen op de plaats waar de rivieren de Monongahela en de Allegheny  samenkomen. Deze plek in het centrum van Pittsburgh is tegenwoordig bekend als the Point. De Britten bouwden op dezelfde plek een groter fort en noemden het Fort Pitt, naar de Britse staatsman William Pitt de Oudere.
De stad is het centrum van de ijzerindustrie van met name Andrew Carnegie. In 1892 vonden zware ongeregeldheden plaats tussen stakende mijnwerkers en agenten van de Pinkerton National Detective Agency, waarbij doden en gewonden vielen.
Een bijzonderheid is dat Pittsburgh tot ver in de jaren zeventig een van de grootste openbaarvervoernetwerken van de VS had. Het openbaar vervoer werd bijna geheel door trams van het type PCC uitgevoerd. Op zijn hoogtepunt had het net een grootte van meer dan 600 mijl. De vervoersmaatschappij was de PRC, Pittsburgh Railways Co.

## Geografie

### Klimaat
In januari is de gemiddelde temperatuur -3,3 °C, in juli is dat 22,3 °C. Jaarlijks valt er gemiddeld 936,0 mm neerslag (gegevens op basis van de meetperiode 1961-1990).

### Plaatsen in de nabije omgeving
De onderstaande figuur toont nabijgelegen plaatsen in een straal van 8 km rond Pittsburgh.

## Demografie
Van de bevolking is 16,4 % ouder dan 65 jaar en bestaat voor 39,4 % uit eenpersoonshuishoudens. De werkloosheid bedraagt 4,1 % (cijfers volkstelling 2000).
Ongeveer 1,3 % van de bevolking van Pittsburgh bestaat uit hispanics en latino's, 27,1 % is van Afrikaanse oorsprong en 2,7 % van Aziatische oorsprong.
Het aantal inwoners daalde van 370.139 in 1990 naar 334.563 in 2000.

## Economie
Vanaf het begin van de 19e eeuw is Pittsburgh snel geïndustrialiseerd, mede dankzij de aanwezigheid van grote hoeveelheden kolen in de nabijheid. De voornaamste activiteit was de productie van staal en de stad kreeg de bijnaam Steel City.
In 1960 was Pittsburgh 's werelds eerste stad waar de elektriciteit werd verzorgd door een kerncentrale.
Door de recessie in de jaren zeventig van de 20e eeuw werden de staalfabrieken in Pittsburgh onrendabel en werden de meeste ervan gesloten.
Tegenwoordig zijn in en rond de stad dienstverlening en technologie de grootste economische factoren. Verder is de stad hoofdzetel van het voedingsconcern Heinz dat tomatenketchup, sandwichspread en aanverwante voedingsmiddelen produceert.

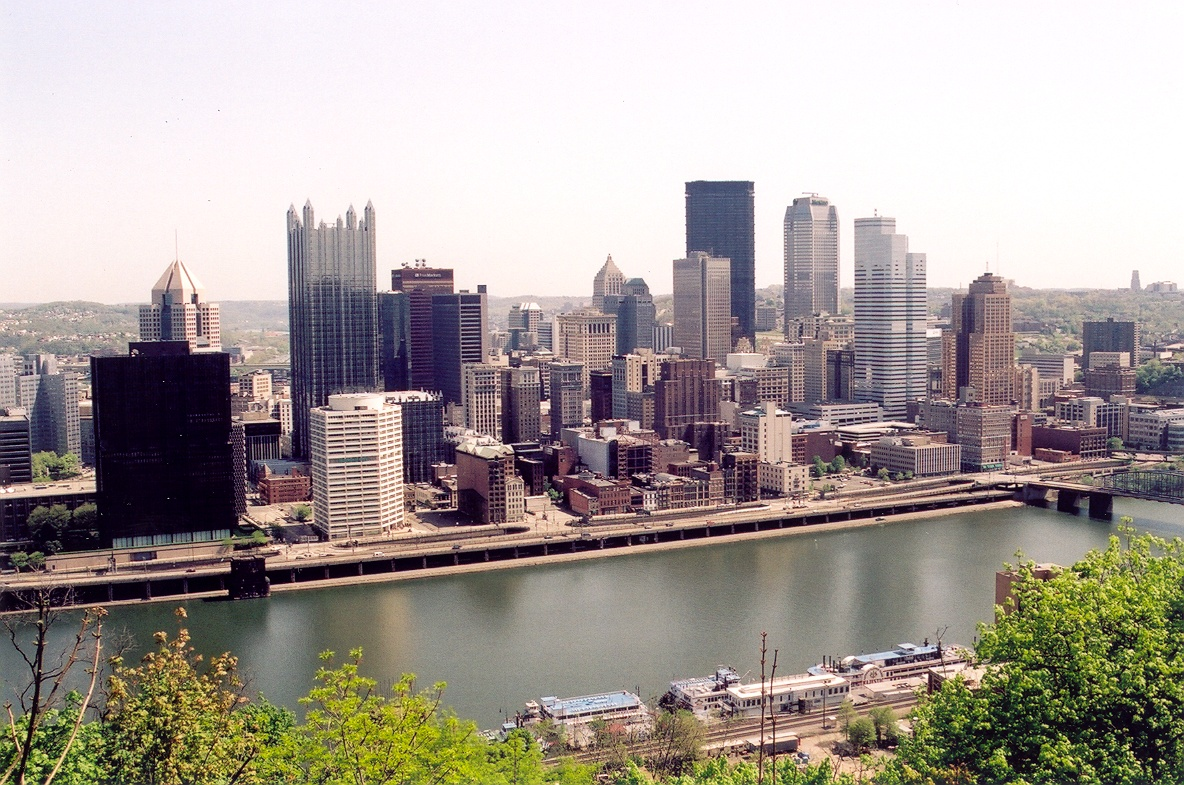
Stadssilhouet van het centrum van Pittsburgh

## Kunst en cultuur
Pittsburgh heeft een ballettheatergebouw, een operagebouw, het Pittsburgh Symphony Orchestra, diverse uitgaansgelegenheden enz., zoals in een stad van deze grootte te verwachten is. In de stad bevinden zich diverse musea, waaronder het Andy Warhol Museum, de Frick Art Museums, die sinds 1969 de collecties van de verzamelaar van die naam bevatten (waaronder een schilderij van Peter Paul Rubens), en het historisch museum met de naam Senator John Heinz Pittsburgh Region History Center.

## Onderwijs en wetenschap
Carnegie Mellon University, Duquesne Universiteit en de Universiteit van Pittsburgh zijn de bekendste universiteiten van de stad. Daarnaast zijn er:
, Robert Morris University, Point Park University, Chatham University en Carlow University. Pittsburgh heeft ook een sterrenwacht.

## Sport
- De bekendste sportclub van de stad is het Americanfootballteam van de Pittsburgh Steelers.
- De plaatselijke ijshockeyploeg heet Pittsburgh Penguins.
- De plaatselijke honkbalclub heet Pittsburgh Pirates.
- De plaatselijke voetbalclub heet Pittsburgh Riverhounds.

## Verkeer en vervoer
Per vliegtuig is de stad te bereiken via de luchthaven Pittsburgh International Airport.
De stad heeft twee kabelspoorlijnen, de Duquesne Incline en de Monongahela Incline.

## Stedenbanden
- Charleroi (België)
- Ostrava (Tsjechië)
- Wuhan (China), sinds 1982
- Zagreb (Kroatië), sinds 1980
- Skopje (Noord-Macedonië), sinds 2002[1]

## Bekende Pittsburghers

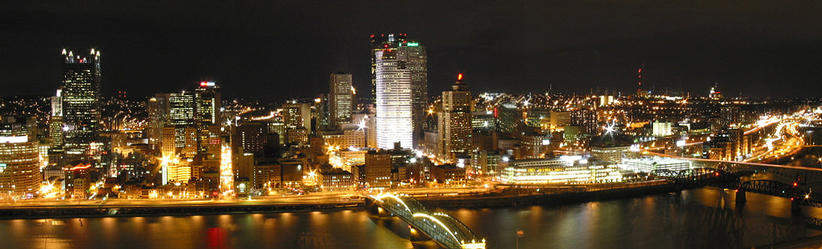
De skyline van Pittsburgh